# Dukes Hagg
Dukes Hagg var en civil parish 1866–1955 när det uppgick i Hedley, i grevskapet Northumberland i England. Civil parish var belägen 2 km från Prudhoe och hade 5 invånare år 1951.